# Carolyn Omineová
Carolyn Omineová (* 6. července 1962) je americká televizní scenáristka. Za svou scenáristickou práci pro seriál Simpsonovi získala čtyři ceny Emmy.

## Scenáristická filmografie

### DílySimpsonových
11. řada
- Malá velká máma

12. řada
- Speciální čarodějnický díl (část Noc delfínů)
- Podfuk za všechny prachy

13. řada
- Speciální čarodějnický díl (část Divotvorné děti)
- Sladkosti a zahořklá Marge

14. řada
- Namakaná máma

15. řada
- Chytrý a chytřejší

16. řada
- Springfield hledá ministar

18. řada
- Umění na špejli

19. řada
- Homer Sevillský
- Sranda na objednávku (s Williamem Wrightem)

21. řada
- Žena v ringu
- Srdcový šerif (s Williamem Wrightem)

23. řada
- Speciální XXII. čarodějnický díl

24. řada
- Panu Burnsovi s láskou

25. řada
- Jedlík Lucas

26. řada
- Učitel mučitel (s Williamem Wrightem)

27. řada
- Halloween je horor
- Věčně smutná dáma

28. řada
- Dokonalý vnuk

30. řada
- Máma v sukních (s Robinem Sayersem)

31. řada
- Zelená je tráva
- Psí život

32. řada
- Krycí jméno D.Ě.D.A.

33. řada
- Moje učitelka chobotnice

### DílyPlného domu
- Jesse dědí
- Ztráty a nálezy
- Hádky a sváry
- Líbací večírek
- Vánoční past
- Nepřišel
- Kdo vlastně jsem?